# Rita Morgan Williams
Pour les articles homonymes, voir Rita Morgan.
Rita Morgan Williams, née au Pays de Galles en 1933 et morte le 3 septembre 2018, est une linguiste galloise.

## Biographie
Rita Morgan Williams décide, grâce à une bourse d’étude, de découvrir la Bretagne. Elle se passionne pour la langue bretonne lors d’un stage de Kamp Etrekeltiek ar Vrezhonegerien pendant lequel elle a Ronan Huon pour professeur.
En 1985, elle soutient une thèse de doctorat sur un aspect de la grammaire du moyen breton.
Elle enseigne à l’Université de Dewi-Sant de 1966 à 1971, date à laquelle elle revient à l’Université d’Aberystwyth pour enseigner le breton et le cornique. Pendant 37 ans, elle vient au moins deux fois par an en Bretagne. Elle a publié de nombreuses études et traductions sur la langue et la littérature bretonnes, dont un dictionnaire gallois-breton.
Elle est décorée de l'ordre de l'Hermine en 1996.

## Traductions du breton en gallois
- Morforwyn (Mari Vorgan, de Roparz Hemon)